# Sokol plenilec
Sokol plenilec (znanstveno ime Falco cherrug) je ptič iz družine sokolov. Ta vrsta živi od srednje Evrope proti vzhodu čez Azijo do Mandžurije. V glavnem se selijo, razen v najjužnejših predelih območja, kjer prezimujejo v Etiopiji, Arabskem polotoku, severnem Pakistanu in na zahodu Kitajske.

## Opis
Ta sokol je po telesnem ustroju nekoliko mogočnejši od sokola selca in je zelo podoben norveškemu sokolu. Povprečno zraste do 50 cm in ima razpon peruti med 105 in 130 cm. Od selca ima tudi nekoliko širše peruti in daljši rep, ki ga med jadranjem v vzgorniku drži široko razprtega. Leta s počasnimi zamahi in za sokola neizrazito veliko jadra in drsi po zraku. Po zgornji strani telesa je rjav, po spodnji pa svetlo pegast in ima svetlo glavo.

## Razširjenost
Sokol plenilec je ujeda stepskih ravnic z redkim drevjem, polpuščav in gorskega sveta. Razširjen je od jugovzhodne Evrope do Transbajkala ter proti jugu do Himalaje.
Hrani se z manjšimi glodavci do velikosti zajca ter s pticami do velikosti rac, redkeje pa tudi z večjimi žuželkami. Plen napada v horizontalnem letu in nanj le redko strmoglavi.
Sokol plenilec je delna selivka, ki prezimuje v srednji Afriki, le na skrajnem jugu življenjskega prostora je stalnica. Gnezdi aprila in maja v gnezdih na tleh ali na drevesih, kamor samica znese od 3 do 6 jajc.